# Hydrobiosidae
Hydrobiosidae är en familj av nattsländor. Hydrobiosidae ingår i överfamiljen Rhyacophiloidea, ordningen nattsländor, klassen egentliga insekter, fylumet leddjur och riket djur. Enligt Catalogue of Life omfattar familjen Hydrobiosidae 382 arter. 

## Dottertaxa till Hydrobiosidae, i alfabetisk ordning[1]
- Allobiosis
- Allochorema
- Amphichorema
- Androchorema
- Apatanodes
- Apsilochorema
- Atopsyche
- Atrachorema
- Australobiosis
- Austrochorema
- Cailloma
- Clavichorema
- Costachorema
- Edpercivalia
- Ethochorema
- Heterochorema
- Hydrobiosis
- Hydrochorema
- Iguazu
- Ipsebiosis
- Isochorema
- Koetonga
- Megogata
- Metachorema
- Microchorema
- Moruya
- Neoatopsyche
- Neochorema
- Neopsilochorema
- Neurochorema
- Parachorema
- Poecilochorema
- Pomphochorema
- Pseudoradema
- Psilochorema
- Psyllobetina
- Ptychobiosis
- Rheochorema
- Schajovskoya
- Stenochorema
- Synchorema
- Tanjilana
- Tanorus
- Taschorema
- Tiphobiosis
- Traillochorema
- Ulmerochorema
- Xanthochorema